# Chaudeney-sur-Moselle
Chaudeney-sur-Moselle är en kommun i departementet Meurthe-et-Moselle i regionen Grand Est (tidigare regionen Lorraine) i nordöstra Frankrike. Kommunen ligger i kantonen Toul-Sud som tillhör arrondissementet Toul. År 2022 hade Chaudeney-sur-Moselle 730 invånare.

## Befolkningsutveckling
Antalet invånare i kommunen Chaudeney-sur-Moselle
| Referens: INSEE |